# Almívar de llet

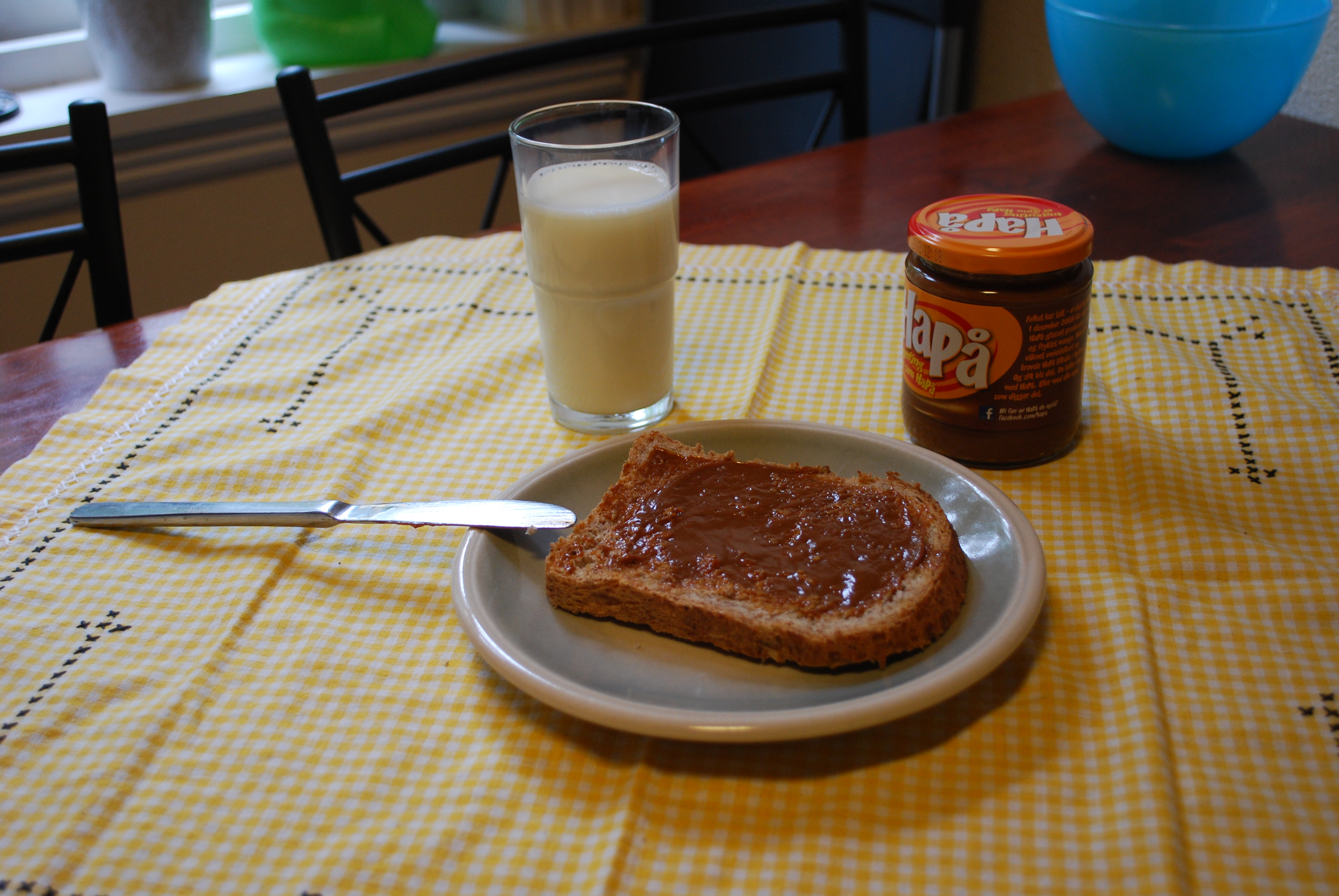
Hamar Pålegg

L'almívar de llet (castellà: dulce de leche) és una especialitat culinària dolça. Es tracta d'una barreja de llet i sucre, que es cou fins a obtenir-ne l'espessiment i un color de caramel més o menys pujat segons la confecció.
És un dolç tradicional a l'Argentina, Bolívia, Brasil, Xile, Colòmbia, Equador, Mèxic, Paraguai, Perú, la República Dominicana, Uruguai i Veneçuela. De fet hi ha diverses variants a tot el món, com ara a les regions franceses de Normandia, Savoia i Bretanya. Hi ha versions a Noruega, Ucraïna, Rússia, Índia, Països Baixos, Filipines, etc.
Té diferents noms segons els diferents llocs:
- Dulce de leche: a l'Argentina i a l'Uruguai.
- Arequipe: a Colòmbia i a Veneçuela.
- Cajeta: a Mèxic i Centreamèrica.
- Doce de leite: al Brasil.
- Majablanco: a Bolívia.
- Manjar: a Xile i l'Equador.
- Manjar blanco: a Perú.
- Cremita de leche o Fanguito: a Cuba.
- Confiture de lait: a França.
- Hamar Pålegg (més coneguda comercialment com a "HaPå"): a Noruega[5]

## Història
El seu origen no està confirmat, ja que existeixen diverses receptes similars a totes les parts del món. Existeixen diferents relats en relació al seu origen. No obstant això és difícil establir si algun n'és el veritable, ja que molts dels països on es produeix s'atribueixen la seva invenció.
A França s'afirma que l'hauria creat al segle xix un cuiner de l'exèrcit napoleònic, el qual hauria escalfat massa temps la llet ensucrada que servia als soldats.
Al Brasil es troba el primer relat escrit de producció d'almívar de llet, datat de 1773 en l'estat brasiler de Minas Gerais.
A l'Argentina existeix un relat escrit, el qual es troba en el Museo Histórico de la Nación, que data la seva invenció cap a l'any 1829 en instàncies en què estaven per reunir-se per signar un pacte de pau Juan Manuel de Rosas i el seu enemic polític (i cosí germà) Juan Lavalle a l'"estancia" del primer, al "Partido de la Matanza", als afores de Buenos Aires. Lavalle va ser el primer a arribar i, fatigat, es va recolzar sobre el llit de Rosas, quedant adormit. La criada de Rosas, mentre bullia llet amb sucre (preparació coneguda en aquella època com "lechada") per acompanyar el mate de la tarda, es va trobar amb Lavalle dormint sobre el llit del seu patró. Ella ho va considerar una insolència i va anar a donar avís als guàrdies. Poc temps més tard va arribar Rosas, qui no es va enfadar amb Lavalle i va demanar a la criada el mate amb llet. Aquesta va recordar en aquest moment que havia abandonat la llet amb sucre al foc, deixant-la escalfar durant un llarg temps. En tornar a buscar la "lechada", la criada es va trobar amb una substància espessa i marronosa. El seu sabor va agradar a Rosas i s'explica que va compartir el dolç amb Lavalle mentre discutien els punts del pacte, donant així un origen accidental a l'almívar de llet.
El cronista argentí Víctor Ego Ducrot, en el seu llibre "Los sabores de la Patria", sobre la gastronomia argentina, explica que l'anècdota de Rosas és una mistificació derivada d'una esdevinguda 12 anys abans a Xile. Indica que la difusió del producte cap al Riu de la Plata i Perú s'hauria produït després de l'arribada de l'Exèrcit dels Andes a Xile en 1817 i que el principal responsable de la promoció del producte va ser precisament l'alliberador argentí José de San Martín, a qui en lloc de la "lechada" se li va oferir "manjar" per endolcir el seu mate. San Martín, un reconegut sibarita, li va agradar de tal manera el "manjar" de llet que va decidir portar diversos flascons en l'expedició alliberadora del Perú, per a ell i els seus homes. En el seu retorn cap a La Plata es va endur més flascons, amb la recepta per produir-lo.
Xile no ha reclamat paternitat sobre el producte, però hi ha registres del seu consum des d'èpoques colonials. L'arquitecte argentí Patricio Boyle, durant el "Primer Seminario de Patrimonio Agroindustrial de Mendoza", el 2008, relata que el 1620 el "Colegio de Mendoza" va reportar en el seu llibre de despeses la importació de diversos flascons de "dulce de leche chileno": «S'importen en el segle xvii diversos pots de "manjar", el cèlebre "dulce de leche" d'origen xilè i que viatgen a través de la serralada fins al Colegio de Mendoza».
Uruguai argumenta que s'hauria de considerar com típicament riuplatenc i no com exclusivament argentí, com la quasi totalitat del patrimoni cultural d'ambdós països. Al voltant d'aquest fet es va desencadenar una polèmica quan l'abril de 2003 la "Secretaria de Cultura de la Nación de Argentina" va anunciar la seva intenció de declarar patrimoni cultural argentí al rostit, les empanades i el "dulce de leche". En resposta a aquest intent, Uruguai va elevar una petició davant la UNESCO perquè consideri a aquests tres productes, a causa del seu origen incert, integrants del patrimoni gastronòmic del Riu de la Plata.
D'altra banda, Rodolfo Terragno assegura que l'almívar de llet es troba en diverses cultures antigues. Per exemple, en l'Ayurveda el recomana per evitar malalties (en aquest cas l'anomena rabadi).

## Elaboració

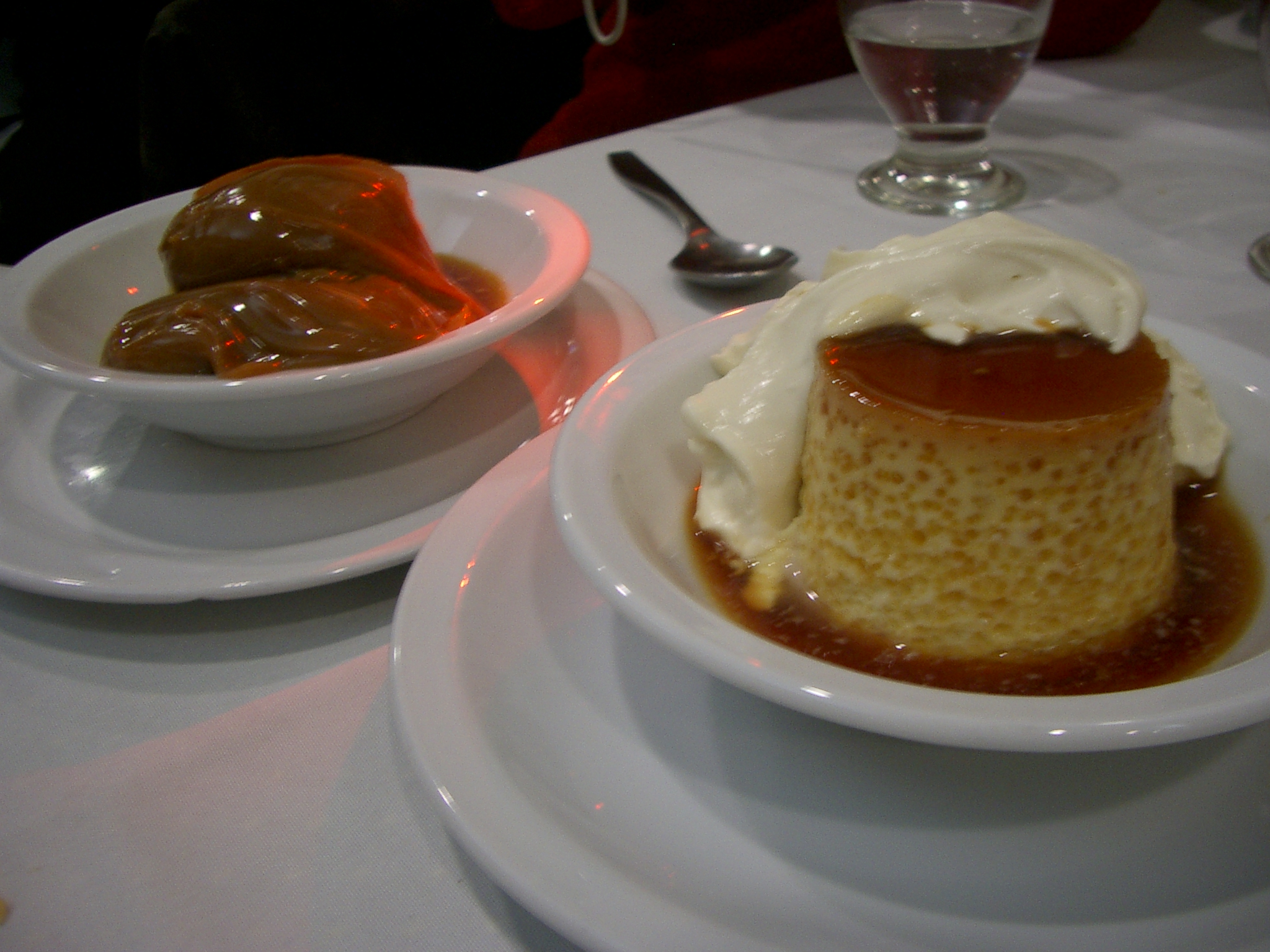
Flam amb almívar de llet

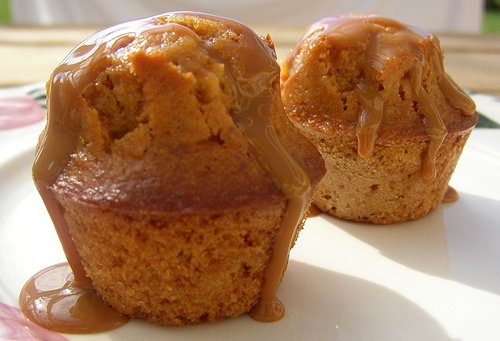
Magdalenes amb almívar de llet

Es confecciona amb llet i sucre amb addicions vàries, com l'essència de vainilla i l'hidrogencarbonat de sodi, així com crema de llet, brandi, o espècies diverses, per aconseguir varietats diverses si es considera necessari.
L'escalfament lent, amb un remenat constant, porta a l'evaporació de l'aigua de la llet, espessint-se la barreja. Habitualment es produeix una reducció a la sisena part del volum de llet emprada aproximadament. La transformació s'esdevé per la combinació de dues reaccions comunes, l'anomenada caramel·lització i la reacció de Maillard.
Si bé el dolç original es fa amb llet de vaca, també es pot fer amb llet de cabra. De fet, cada variant del món s'elabora de manera diferent. A la part d'Amèrica del Sud, on es coneix com a "dulce de leche", està fet exclusivament de llet de vaca i sucre, i difereix del "manjar blanco" en què aquest últim és més espès i menys fluid.
L'"arequipe" colombià està fet de llet de vaca i sucre amb addició d'hidrogencarbonat de sodi, es bull fins a caramel·litzar el sucre i evaporar la llet, quedant com un caramel tou de color marró.
La "cajeta" està feta d'una combinació de llets de vaca i de cabra, i es va originar a la ciutat de Celaya (Guanajuato, Mèxic). El seu nom es deriva de les caixes de fusta que es feia servir per a encaixar-lo. A Mèxic s'ha creat una estesa gamma de productes i llaminadures derivades de l'almívar de llet, com les "obleas con cajeta" i les "paletas de cajeta". A l'Argentina i l'Uruguai el terme "cajeta" es fa servir vulgarment per designar la vagina de manera grollera.
Una manera casolana de fer-lo és posant al bany Maria una llauna sense obrir de llet condensada durant dues o tres hores (o de 30 a 45 minuts en una olla de pressió), com a alternativa a les preparacions comercials. És perillós fer-lo al foc, ja que si el pot bull sense aigua, la llauna pot explotar per sobreescalfament.
Es pot prendre sol, com a acompanyant o com a ingredient. Sobre llesques de pa, galetes, magadalenes o creps, o juntament amb altres dolços com ara el flam, amb formatge, etc. S'utilitza en la confecció dels alfajores. Forma part de diversos pastissos, com ara els riuplatencs cañoncitos de dulce de leche o l'anglès "Banoffee pie" aportant la part de toffee. També es fa servir en forma de caramels, o de gelats, així com aromatitzant productes de cafè.
Una recepta similar es fa servir per preparar basundi a l'Índia, que és menys condensat, està aromatitzat amb cardamom i es pren com a postres. A Europa el caramel de nata no està fet amb llet condensada, sinó amb sucre, mantega i nata, i pot tenir la consistència de l'almívar de llet o també ser més líquid, com la mel o la xocolata fosa, o fins i tot ser completament sòlid. En aquest darrer cas es talla a daus i es menja com a llaminadura.